# Koen Limperg

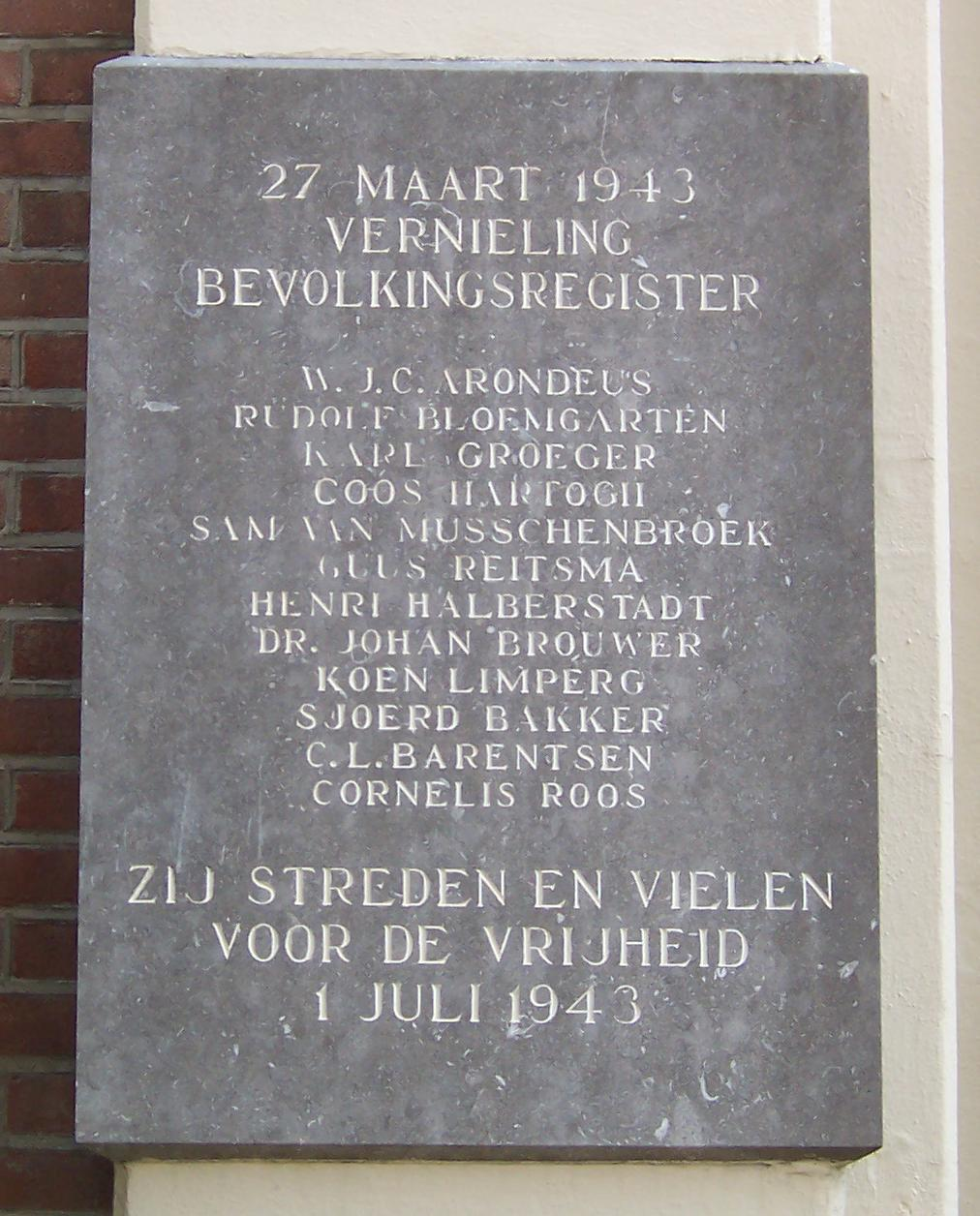
Herdenkingssteen voor de deelnemers aan de aanslag op het bevolkingsregister in Amsterdam

Koenraad (Koen) Limperg (Amsterdam, 19 juli 1908 - Overveen, 1 juli 1943) was een Nederlandse architect en actief als verzetsstrijder tijdens de Tweede Wereldoorlog.

## Gezin
Limperg was zoon van de accountant en latere hoogleraar in de bedrijfseconomie Theodore Limperg en  Emma Altink. Hij had een oudere broer Theo en een jongere zus Emmy. In 1938 trouwde hij met Maria Henriëtte Loopuit, dochter van het Amsterdamse gemeenteraadslid Joseph Loopuit. Voor haar was het een tweede huwelijk, waaruit zij een dochter had.

## Opleiding
Limperg bezocht de middelbare school en het Lyceum te Amsterdam en ging vervolgens, na de School voor Bouwkunde en Versierende Kunsten en Kunstambachten te Haarlem (1925-1927), naar de Middelbare Technische School te Utrecht (1927-1930). Hier leert hij de latere architect Harry Elte kennen.

## Werk
Na zijn opleiding werkte hij enige jaren bij Architectenbureau H.A.J. en Jan Baanders en een jaar bij het bureau van Jan Wils in Den Haag. In 1932 vestigde hij zich als zelfstandig architect in Amsterdam.

In zijn dertienjarige carrière heeft hij slechts weinig gebouwd: een atelier in Laren (Noord-Holland), in Den Haag een woonhuis met kantoor en werkplaats en her en der diverse verbouwingen.

Zijn beroepsactiviteiten werden beïnvloed door ideeën over standaardisatie en efficiëntie, akoestiek, (warmte- en geluids-)isolatie en moderne bedrijfsvoering, door stromingen als het functionalisme en het nieuwe bouwen. Zijn strakke functionele ontwerpen contrasteren met zijn ontwerpen voor het toneel en tentoonstellingen. Met name zijn inrichtingen van tentoonstellings- en jaarbeursstands en decors en kostuums voor toneelgezelschappen behoren tot zijn meer frivole werk. Hieruit sprak een levendige fantasie. Op het gebied van toneel heeft Limperg diverse keren samengewerkt met regisseur Paul Storm, regisseur Abraham van der Vies en toneeladviseur D.C. van der Poel. Hij was initiatiefnemer van de Nederlandsche catalogus voor de bouwwereld, die in 1935, met medewerking van de Bond van Nederlandse Architecten, voor het eerst werd uitgegeven.

### Enkele schetsen van Limperg

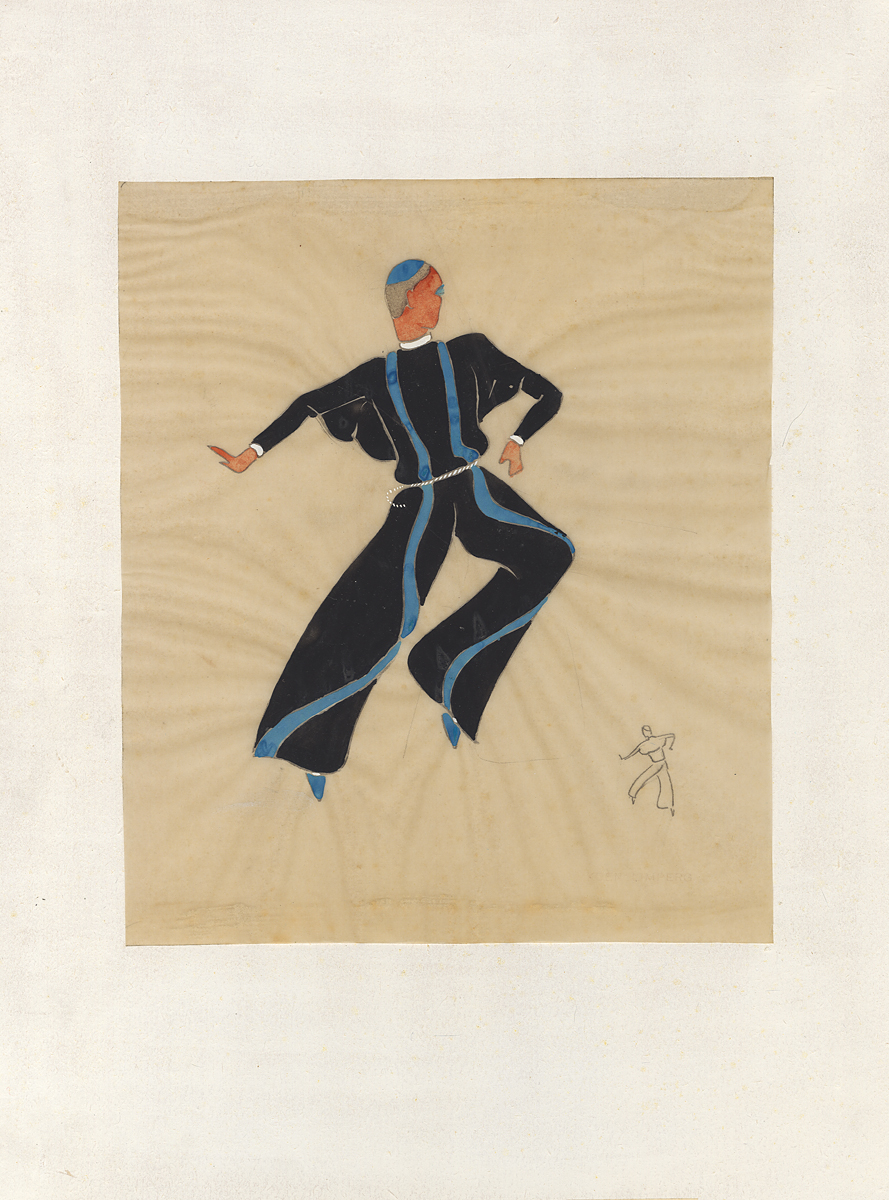
Danskostuum
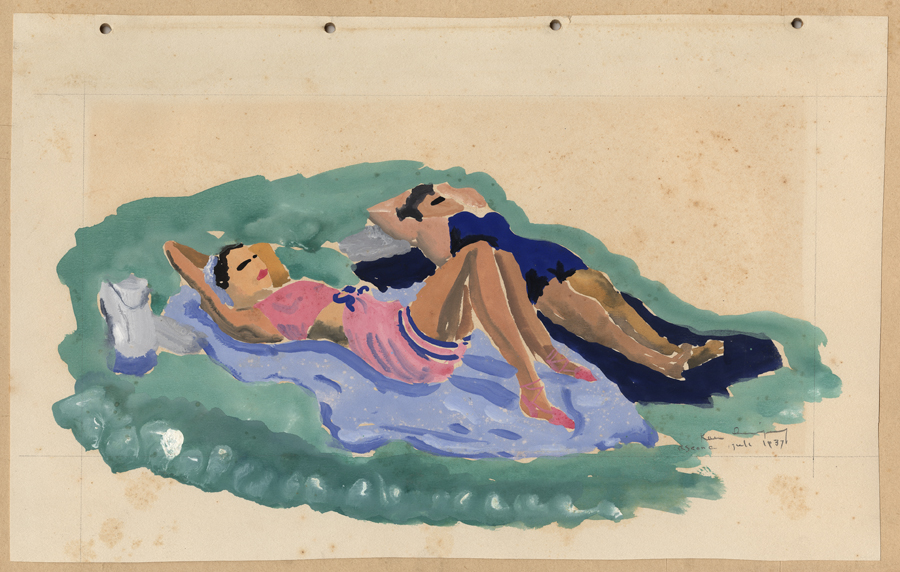
Zonnebadende vrouwen (Ascona) (1937)
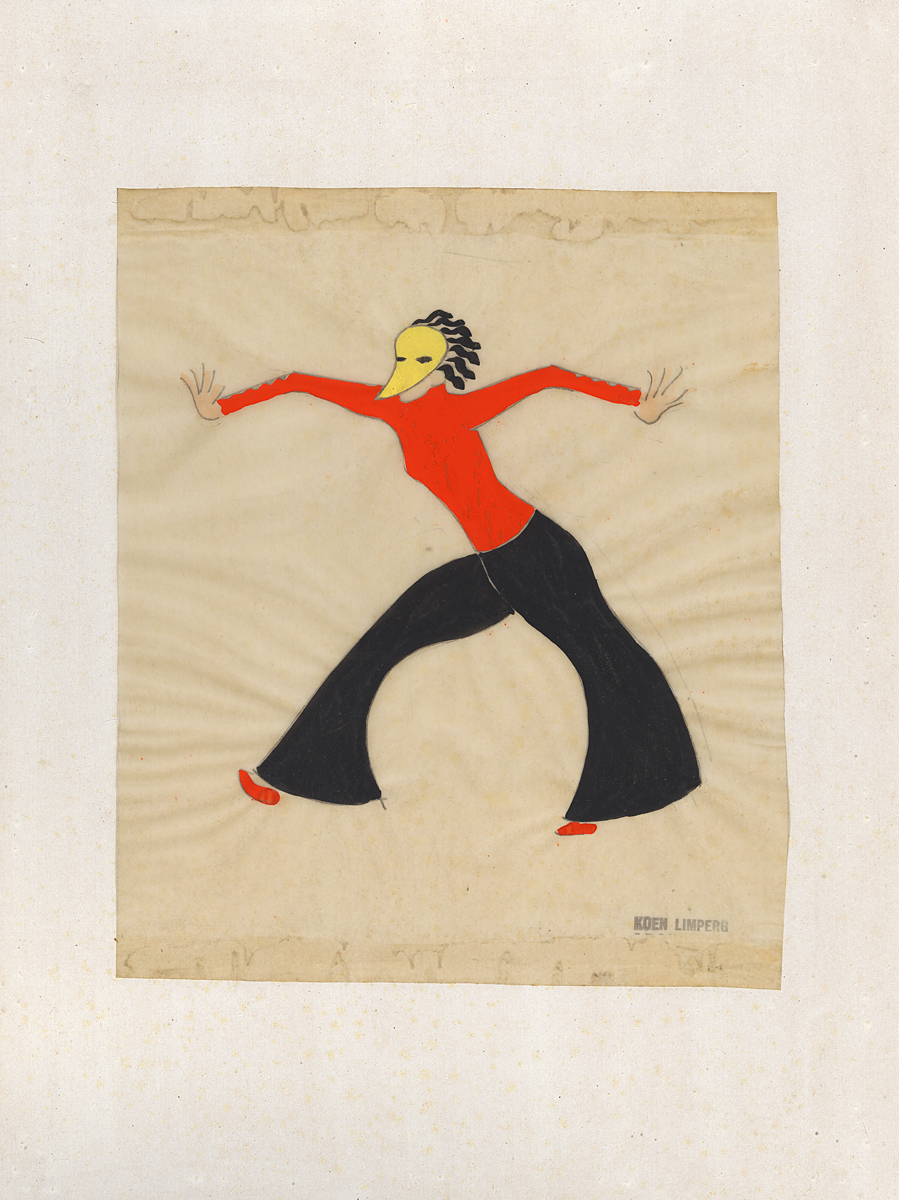
Kostuum voor Chaja Goldstein

Twee zaken speelden een steeds een grote rol in zijn werk: een verlangen naar schoonheid en een sociaal bewustzijn. Dit laatste is goed te zien in zijn cartoons over veel voorkomende misstanden in de sociale woningbouw.

### Lidmaatschappen
Als architect was hij lid van Architectura et Amicitia (1930-1932), vervolgens van Groep 32 (1932-1934) en daarna van De 8, een idealistische en ethische groep (1934-1942). Zijn overstap van Groep 32 naar De 8 werd vermoedelijk gemotiveerd doordat Groep 32 decoratie toevoegde aan architectuur. Limperg hing meer het nieuwe bouwen aan, die elke decoratie afwees. In 1937 werd hij voorzitter van de derde CIAM-V-commissie en van 1942 tot zijn dood in 1943 was hij lid van de Studiegroep Architectonische verzorging van de Naoorlogse Woningbouw.

## Tweede Wereldoorlog
Op een van de vergaderingen van De 8 moest beslist worden over het lid-worden van de door de Duitse bezetters opgezette Nederlandsche Kultuurkamer. De meerderheid neigde geen stelling te willen nemen en misschien zelfs te willen meewerken. Limperg was hier fel op tegen en verliet de groep. De 8 zou zich later sterker afzetten tegen de Kultuurkamer.

### Verzet
Hij sloot zich aan bij de verzetsgroep rond de beeldhouwer Gerrit van der Veen en Willem Arondeus en was in maart 1943 betrokken bij de  Aanslag op het Amsterdams Bevolkingsregister. Limperg zou de groep voorzien hebben van de plattegronden, opdat men precies de weg zou weten in het gebouw. Kort na de overval werd hij samen met 11 andere leden van de groep opgepakt, veroordeeld en op 1 juli 1943 gefusilleerd in de duinen van Overveen.

## Publicaties (selectie)
- (1934). Misdaad in Plan Zuid. In: De Groene Amsterdammer, nr.2968, 21 april 1934, p.13
- (1934). De Nieuwe architectuur : wat men onder het ‘Nieuwe Bouwen’ moet verstaan. In: De Groene Amsterdammer, nr. 2971, 12 mei 1934, p.10-11.
- (1935). Bij het verschijnen van de 1e Nederlandsche catalogus voor de bouwwereld / met M. Merkelbach. In: De Acht en Opbouw, tijdschrift voor architectuur en stedebouw, jrg.6(1935)nr.9, p.102-103
- (1935). Keukens / met G.J. Meyers en R. Lotgering-Hillebrand. Nijgh & Van Ditmar, Rotterdam. 94 p.
- (1936). Naar warmer woningen : overzicht van de warmtetechnische eigenschappen van bouwmaterialen en bouwconstructies met bespreking van de wijze waarop hiermede in de praktijk kan worden gerekend / m.m.v. de Thermotechnische Dienst der Warmtestichting. Van Holkema en Warendorf, Amsterdam. 91 p. – 2e dr., bew. door TNO, 1960. 107 p.
- (1937). Van concertzaal tot toneelzaal : experiment in de A.V.R.O.-studio. In: De Groene Amsterdammer, nr.3125, 24 april 1937, p.10-11
- (1938). Boerderijen / met W. van Gelderen (samenst.); m.m.v. de directie van de Wieringermeer, Alkmaar. Van Holkema en Warendorf, Amsterdam. 113 p + bouwtekeningen. Premie-uitg. van het tijdschrift De Acht en Opbouw, tijdschrift voor architectuur en stedebouw
- (1939). Volkstuinen : stadsmenschen. In: De Groene Amsterdammer, nr.3233, 20 mei 1939, p.5
- (1940). Atelierwoning voor den schilder Piet Worm [Nachtegaallaan, in Bergen (plaats in Noord-Holland)]. In: De 8 en Opbouw, tijdschrift voor architectuur en stedebouw, jrg.11(1940)nr.15, p.145-149
- (1941). Schouwburgen : algemeen oriënteerende inleiding / met Abr. van der Vies, D.C. van der Poel. In: De Acht en Opbouw, tijdschrift voor architectuur en stedebouw, jrg.12(1941)nr.6